# South San Francisco (Kalifornija)
South San Francisco je grad u američkoj saveznoj državi Kalifornija. Prema popisu stanovništva iz 2010. u njemu je živjelo 63.632 stanovnika.